# 和田泰右
和田 泰右（わだ たいすけ、1986年10月17日 - ）は、日本の俳優、歌手。東京都出身。パフォーマンスグループDIAMOND☆DOGSのメンバー。株式会社MUSIC GALLERY HIRO代表取締役社長。

## 略歴
- 14歳よりヒップホップダンスを柳宗明に師事する。17歳からバレエも始め、イベント・コンテストライブなどで活動。ヒップホップを中心にストリートダンスを得意とする。[1]
- ダンサーとして舞台経験を積みながら、ミュージカルに出演。岡崎亮子に歌唱を師事する。
- 2010年5月、パフォーマンスグループDIAMOND☆DOGSに加入。
- 2010年7月より、D☆Dメンバー森新吾とともに派生ユニット「MILLION DOLLAR ROUGE」としても活動。2019年4月の森の急逝を受け、同年10月にFINAL LIVEを行った。[2]
- 2015年、上間善一郎と音楽ユニット「ZEAT」を結成。ライブを中心に活動。[3]
- 2016年、城田純、Jeityと音楽ユニット「THE DU」を結成。同年4月27日、アニメ『ジョジョの奇妙な冒険 ダイヤモンドは砕けない』のオープニングテーマ「Crazy Noisy Bizarre Town」をリリース。
- 2019年より、ソロ音楽活動として「TAISUKE WADA Solo Project」を始動。[4]
- 2021年より、オリジナルリメイクブランド「T-RyGHT」を展開。個展や作品のオンライン販売などを行っている。

## 人物
- 2003年、ON STAGE 優勝。
- 2006年、DanceStageProject2006 オープン部門優勝。NEXTREAM21 最優秀賞受賞。
- 愛称は「たいちゃん」。
- 身長173cm。体重58kg。血液型はB型。
- 趣味はダンス・スポーツ・一人旅・ドライブ・買い物
- 特技はダンス（ヒップホップ・ロック・ハウス・ジャズ）・野球・サッカー・バスケットボール・人付き合い
- ドラゴンボールのフィギュアを集めている。
- 子供の頃なりたかった職業は電車の運転手。
- D☆D元メンバーのTAKAとは兄弟のように仲が良い。

## 出演作品

### 舞台
DIAMOND☆DOGSとしての出演は同グループの公演歴（2010年5月以降）参照のこと
- Call Me Hero!（2007年）
- グリース（2008年）
- 君に捧げる歌（2008年）
- ミュージカル・テニスの王子様（2009年 - 2010年） - 仁王雅治 役 ※サポートキャスト
  - The Final Match立海First feat.四天宝寺
  - The Final Match 立海 Second feat.The Rivals
  - Dream Live 7th
- ALTAR BOYZ
  - 2010（2010年11月16日 - 28日、新宿FACE / 12月4日、梅田芸術劇場シアター・ドラマシティ / 12月6日、名古屋市民会館（日本特殊陶業市民会館） / 12月10日・11日、新宿BLAZE）- フアン 役
  - 2012（2012年1月28日 - 2月24日、新宿FACE / 2月18日、森ノ宮ピロティホール / 2月25日・26日、新宿BLAZE） - フアン 役
  - 2019（2019年3月20日 - 4月7日、新宿FACE / 4月12日 - 14日、品川ステラボール）- アブラハム 役[5]
  - 2021（2021年4月12日 - 29日、新宿FACE / 5月3日 - 5日、恵比寿ザ・ガーデンホール ※4月25日 - 5月5日公演中止）- アブラハム 役[6]
  - 『ALTAR BOYZ SPECIAL 2021』 （2021年11月20日 - 21日、日本青年館ホール）- アブラハム 役[7]
  - 『ALTAR BOYZ 2025』（2025年12月〈予定〉） - アブラハム 役[8]
- BOYZ BALLET FANTASY 2011「Loving SWAN LAKE」（2011年10月21日 - 26日、天王洲銀河劇場）
- DANCE ACT『ニジンスキー 〜神に愛された孤高の天才バレエダンサー〜』（2012年4月1日 - 8日、天王洲銀河劇場） - スタニスラフ・ニジンスキー 役
- CLASSICAL NEO FANTAZY SHOW『THE SHINSENGUMI』Sword Dance 〜剣、烈風の如く、真空に舞う〜（作・演出：荻田浩一、2013年12月4日 - 10日、東京・天王洲銀河劇場 / 12月20日・21日、大阪・サンケイホールブリーゼ）
- Asian entertainment musical 「ミリオンダラー・ヒストリー」（2014年8月13日 - 17日、天王洲銀河劇場）[9]
- Rock Ballet『義経』 - 伊勢三郎 役
  - 初演（2015年3月6日 - 8日、六行会ホール）
  - 〜命果つるまで、疾風怒濤編〜（2015年9月11日 - 13日、六行会ホール）
- プレミアム・ファンタジー・アクト・シアター カルメン -ドン・ホセの告白-（2016年8月4日 - 7日、草月ホール）[10]
- ミュージカル「アルジャーノンに花束を」 - バート・セルダン 役
  - (荻田版2017年)（2017年3月2日 - 12日、天王洲銀河劇場 / 3月16日、兵庫県立芸術文化センター阪急中ホール）
  - (荻田版2020年)（2020年10月15日 - 11月1日、博品館劇場）
- 恋する♡ヴァンパイア（2018年3月9日 - 11日、天王洲銀河劇場 / 3月16日、JMSアステールプラザ 大ホール / 3月23日 - 25日、森ノ宮ピロティホール / 3月28日 - 4月1日、天王洲銀河劇場） - ジョセフ 役[11]
- ミュージカル『イヴ・サンローラン』（2019年2月15日 - 3月3日、よみうり大手町ホール / 3月26日、兵庫県立芸術文化センター 阪急中ホール）[12]
- 劇団TEAM-ODAC第32回本公演 『小さな結婚式～いつか、いい風は吹く～』（2019年5月5日 - 6日、大阪ビジネスパーク円形ホール / 5月15日 - 19日、全労済ホール スペース・ゼロ） - 原卓 役[13]
- 劇場TEAM-ODAC第36回本公演 『ダルマ（2021）』 （2021年6月3日 - 6日、浅草花劇場）- 笹治 役[14]
- 『ヒプノシスマイク-Division Rap Battle-』Rule the Stage  - 駒形正宗 役[15]
  - -track.2- （2020年5月公演中止 → 8月12日 - 19日、品川ステラボール）
  - -track.2 replay- （2021年3月11日 - 21日、品川ステラボール）
  - -Flava Edition- （2021年6月11日 - 13日・18日 - 20日、Mixalive TOKYO Club Mixa）[16]
  - -Battle of Pride-（2021年8月14日・15日、大阪市中央体育館（丸善インテックアリーナ大阪） / 8月24日・25日、ぴあアリーナMM）[17]
  - 《Rep LIVE side F.P》（2022年7月31日、Zepp Haneda）
  - 《Rep LIVE side Rule the Stage Original》（2023年8月9日 - 13日、品川プリンスホテル ステラボール）[18]
  - -Battle of Pride 2023-（2023年9月3日、大阪城ホール / 9月7日 - 10日、ぴあアリーナMM）[19]
- 劇団TEAM-ODAC第38回本公演 『続・猫と犬と約束の燈〜宝物の手〜』 （2022年2月23日 - 27日、新国立劇場小劇場） ※全公演中止
  - 劇団TEAM-ODAC第38回本公演 『続・猫と犬と約束の燈〜宝物の手〜』 (2023年9月27日-10月1日再公演、新国立劇場小劇場）
- ミュージカル『シンデレラストーリー』 （2022年9月6日 - 19日、東京：日本青年館ホール / 9月24日 - 25日、愛知：東海市芸術劇場大ホール / 10月1日 - 2日、福岡：キャナルシティ劇場 / 10月7日 - 10日、大阪：梅田芸術劇場メインホール） - チュウ太郎 役[20]
- 『花酔の月暁の風』（日暮里サニーホール・2024年3月28日-3月30日）-半路役
- Blue Spark Show 〜ALTAR BOYZ Team Sparkがダンス&ボーカル＆アクトで織りなす煌めきの夢GALAXY!!〜（2024年9月19日 - 22日、博品館劇場）[21]

### ライブ・イベント
個人活動
- O.G.A.鬼ごっこロワイアル 輝白祭（2011年10月23日、日本青年館大ホール） - 鏡志銅 役[22]
- 生男ch 番外公開放送～アルジャーノンに花束を～ （2017年2月26日、新宿ロフトプラスワン）
- 生男ch 番外公開放送～DANCE OPERA「SWAN 2017」～（2017年10月15日、新宿ロフトプラスワン）
- 法月康平 Kohei Live ”A Voice” acoustic Ver. （2018年8月12日、吉祥寺RJGB）- ゲスト出演
- ミュージカル「イヴ・サンローラン」直前ＳＰ 公開放送（2019年2月3日、新宿ロフトプラスワン）
- TAISUKE WADA Solo Project 2019  1st Mini Album RELEASE PARTY!!「ØNE and ØNLY」（2019年6月7日、Club Malcolm）
- TAISUKE WADA (DIAMOND☆DOGS) presents「The Øriginal 」（2019年6月13日、ASAKUSA Gold Sounds）
- スマイルアンドグッドpresents「Song for you」（2019年8月8日、上野音横丁）
- ストマックボーイ presents「満腹音祭」Vol.2（2019年10月29日、ASAKUSA Gold Sounds）
- TAISUKE WADA SOLO PROJECT 2019 2nd One Man Live「Each My Way」（2019年11月16日、WOMB LOUNGE SHIBUYA）
- TAISUKE WADA Solo Project 2021 "TAISUKE WADA Solo Exhibtion2021" 「Try-you」& 「Try-you acoustic Live Edition」 （2021年8月26日 - 29日、恵比寿HIROSHIGE GALLERY）
- TAISUKE WADA Solo Project 2021 Special Birthday Live「Thank you my friends」（2021年10月29日、Club Malcolm）
- TAISUKE WADA Solo Project 2022 "SUMMER GATE" Special Collaboration Live（2022年7月17日、GOTANDA G3）
- TAISUKE WADA Solo Project 2022 Special Birthday Live「New Day」（2022年10月14日 - 15日、GOTANDA G3）
- TAISUKE WADA Solo Exhibition 2022 "Winter " Special Week 「You and I...」（2022年12月13日 - 18日、恵比寿HIROSHIGE GALLERY）
- TAISUKE WADA Solo Exhibition 2022 "Winter " Special Week 「You and I... acoustic Live Edition」（2022年12月15日、GOTANDA G2）
- 『TAISUKE WADA Solo Project2023

"Spring"Special Collaboration Live
「春祭り」』（2023年4月9日　GOTANDA G＋）
- TAISUKEWADA Solo Project 2023 Special Birthday Live 「premium BOXX」 （2023年10月14日、原宿RUIDO）

THE DU
- JO☆STARS Special Live 2016 ～Bizarre Night～（2016年5月28日、Zepp DiverCity Tokyo）[23]
- THE DU「Crazy Noisy Bizarre Town」発売記念インストアイベント（2016年6月3日、タワーレコード渋谷）[24]
- Animelo Summer Live 2016 刻-TOKI-（2016年8月27日、さいたまスーパーアリーナ）
- JO☆STARS Special Live2016 〜Bizarre Night〜 追加公演（2016年9月4日、赤坂BLITZ）
- LisOeuf♪Party! 2016 -WINTER-（2016年12月6日、TOKYO DOME CITY HALL）
- TVアニメ『ジョジョの奇妙な冒険 ダイヤモンドは砕けない』スペシャルイベント「GREAT FESTIVAL」（2017年2月19日、豊洲PIT）[25]

ZEAT
- ZEAT 1st LIVE《FIRST IMPACT》（2015年10月16日、吉祥寺SHUFFLE）
- Palooza presents LIVE（2015年11月13日、柏Palooza）
- UNISTの忘年会SP‼︎ 〜ついでにZENの誕生日も祝ってね★〜（2015年12月26日、吉祥寺SHUFFLE）
- Palooza presents 新春SPECIAL 2016（2016年1月31日、柏Palooza）
- ZEAT 2nd LIVE 《Evolution Q》（2016年2月20日、吉祥寺SHUFFLE）
- ZEAT / DualCode（2016年4月10日、新栄スペードボックス）
- ZEAT Present's Evolution Q TOUR ★First Night★（2016年4月29日、LIVE HOUSE D'）
- ZEAT Present's Evolution Q TOUR ★Second Night★（2016年5月20日、柏Palooza）
- ZEAT Present's Evolution Q TOUR ★Third Night★（2016年5月21日、代官山LOOP）
- ZEAT Present's Evolution Q TOUR ★Surprise Night★（2016年6月3日、吉祥寺SHUFFLE）
- ZEAT Present's Evolution Q TOUR ★Special Night!!★（2016年6月5日、六本木morph-Tokyo）
- OTODAMA SEA STUDIO 2016 「SUMMER GATE!!」（2016年7月21日、三浦海岸）
- EXSTAGE2016（2016年8月31日、DUO MUSIC EXCHANGE）
- TORA祭K.H.B.D 2016（2016年10月6日、柏Palooza）
- 吉祥寺SHUFFLE presents sound machine vol.141（2016年10月10日、吉祥寺SHUFFLE）
- TOKYO TRAX（2016年10月12日、渋谷eggman）
- ZEATしてたら勿体無い！！YOU快になったモン勝ち！！Halloween Party♪（2016年10月28日、吉祥寺SHUFFLE）
- ZEAT Presents!! 『THE Shuffle!!』 〜Evolution 1〜（2016年11月27日、吉祥寺SHUFFLE）
- HIGHT!!kita!kore!Birthday LIVE!! 〜何気に当日って初めてじゃない！？すぺしゃ。〜（2016年12月28日、渋谷gee-gee）
- You Got Me Good（2017年1月24日、代官山LOOP）
- “2MANLIVE" Hello OSAKA!! （2017年4月15日、大阪Twicecafe）
- 音霊 OTODAMA SEA STUDIO 2017（2017年7月5日、三浦海岸）
- GA-HA- BIRTH DAY LIVE 2018 DAY.2～AFTER PARTY～（2018年5月30日、ASAKUSA Gold Sounds）
- GA-HA- 柏まつりSPECIAL THE FINAL（2018年7月30日、柏Palooza）
- ZEAT presents Crazy Summer 18（2018年8月2日、ASAKUSA Gold Sounds）
- 音霊 OTODAMA SEA STUDIO 2018 プチキャンパン ～Supported by CANDY☆PANTS～（2018年8月16日、三浦海岸）
- GA-HA- presents【PEEEEEACE!!!】eps.12~You’re like a sunflower~（2018年8月17日、柏Palooza）
- 0TU1 presents「LoveLand」（2018年8月28日、Shibuya Milkyway）
- DOUBLE HERO’s～２人組だけのDUO祭り！！～（2018年9月5日、ASAKUSA Gold Sounds）
- TORAfic☆signALL presents「K.H.B.D 2018」（2018年10月4日、ASAKUSA Gold Sounds）
- S☆RUSH presents COME&GO vol.2 ～シャッフルユニット見たくない会！？～（2018年10月5日、渋谷Ruido K2）
- THE CREATOR’S NIGHT（2018年10月23日、渋谷Ruido K2）
- まさかのアコースティックNIGHT@SHIBUYA（2018年10月29日、渋谷gee-ge）
- morph-Tokyo 16th Anniversary ハロウィンキャンパン（2018年10月31日、六本木morph-Tokyo）
- 前田紘利TJ presents 「Awesome Music」（2018年11月9日、柏Palooza）
- 今池GROW x S☆RUSH Presents「GROWing☆RUSH」（2018年12月1日、今池GROW）
- TORAfic☆signALL presents「ASOVIVA!!2018 December」（2018年12月6日、ASAKUSA Gold Sounds）
- Unlimited Platinum Tracks presents「U-Night vol.11 」（2018年12月13日、ASAKUSA Gold Sounds）
- TORAfic☆signALL presents ～トラシグ7th anniversary PARTY!!～（2019年6月27日、ASAKUSA Gold Sounds）
- 0TU1 presents「LoveLand」（2019年8月28日、Shibuya milkyway）
- Xmas & ZEN BIRTHDAY PARTY!! 〜皆で過ごせば結果楽しいよねSP〜（2019年12月25日、WOMB LOUNGE SHIBUYA）

MILLION DOLLAR ROUGE
- MILLION DOLLAR ROUGE vol.1（2010年12月30日、新宿RUIDOK4）
- MILLION DOLLAR ROUGE vol.2（2011年4月2日、新宿RUIDOK4）
- MILLION DOLLAR ROUGE vol.3 with上間善一郎（2011年7月30日、新宿BLAZE）
- MILLION DOLLAR ROUGE 沖縄ツアーvol.1（2011年8月30日、沖縄Cafe）
- SONOKA KIRYU DANCING DINNER SHOW（2011年9月18日、東京會舘） - ゲスト出演
- MILLION DOLLAR ROUGE vol.4 with上間善一郎＆桐生園加（2011年12月30日、新宿FACE）
- MILLION DOLLAR ROUGE vol.5『SAKURA PARADISE』（2012年3月16日 - 18日、新宿RUIDOK4）
- 天下一舞踏会　UNIST×MDR（2012年4月22日、東京キネマクラブ）
- MILLION DOLLAR ROUGE 大阪淡路島ツアーvol.2（2012年9月30日、大阪RUIDO）
- MILLION DOLLAR ROUGE vol.6（12月8日、新宿FACE）
- MILLION DOLLAR ROUGE vol.7「SAKURA PARADISE 2013」（2013年4月5日・6日、新宿RUIDOK4 / 4月7日、Osaka RUIDO）
- MILLION DOLLAR ROUGE SENDAI TOUR vol.3（2013年7月28日、enn3rd）
- MILLION DOLLAR ROUGE vol.8 「Happy Birthday」（2013年10月18日、SHIBUYA REX）
- MILLION DOLLAR ROUGE vol.9「SAKURA PARADISE 2014」（2014年3月28日・29日、新宿RUIDOK4）
- MILLION DOLLAR ROUGE vol.10「SAKURA PARADISE 2015」（2015年3月27日・28日、新宿RUIDOK4）
- MILLION DOLLAR ROUGE vol.11「SAKURA PARADISE 2016」（2016年4月2日・3日、新宿RUIDOK4）
- MILLION DOLLAR ROUGE vol.12「Happy Birthday Live 2016」（2016年10月16日、新宿RUIDOK4）
- MDR × RT COUNTDOWN LIVE 2016-2017 （2016年12月31日、新宿RUIDOK4）
- MILLION DOLLAR ROUGE vol.13「SAKURA PARADISE 2017」（2017年3月31日・4月1日、新宿RUIDOK4）
- RUIDO presents L-1グランプリ2017 第一次予選（2017年4月17日、新宿RUIDO K4）
- MILLION DOLLAR ROUGEと行く！台湾ツアー 2017（2017年6月3日 - 5日、台北）[26]
- RUIDO presents L-1グランプリ2017 東京準決勝大会（2017年6月14日、新宿ReNY）
- bubble 4 you vol.03（2018年6月22日、新宿HOLLYDAY）
- RUIDO presents L-1グランプリ2017 決勝大会（2017年8月13日、新宿ReNY）
- MILLION DOLLAR ROUGE vol.14「Happy Birthday Live 2017」（2017年10月9日、新宿RUIDOK4）
- MDR×RT 大忘年会ライブ（2017年12月28日、青山rizm）
- MILLION DOLLAR ROUGE vol.15「SAKURA PARADISE 2018」（2018年4月5日・6日、新宿RUIDOK4）
- MILLION DOLLAR ROUGE vol.16「夏夏夏、狂い咲きまShow」（2018年7月25日、新宿RUIDOK4）
- MILLION DOLLAR ROUGE vol.17「Happy Birthday Live 2018」（2018年10月13日、新宿RUIDOK4）
- MILLION DOLLAR ROUGE FINAL（2019年10月9日、新宿RUIDOK4）

### CM
- 「レオパレス21」ダンス編（2005年）

### ゲーム
- O*G*A 鬼ごっこロワイアル ハンターは孤島で恋をする（2013年7月18日、アイディアファクトリー・PSP） - 鏡志銅 役[27]

### Web配信
- 『ヒプノシスマイク-Division Rap Battle-』Rule the Stage -Division Dance lesson- アサクサ・ディビジョン（2020年8月26日、シアターコンプレックス）

### ラジオ
- 小倉智昭のラジオサーキット（2011年4月30日、ニッポン放送） - ゲスト出演
- ラジオドラマ O*G*A 鬼ごっこロワイアル（2011年5月 - 9月、FM NACK5） - 鏡志銅 役
- K-WEST ENTAME GENERATION（2011年5月19日、bayfm） - ゲスト出演
- TOKYO AFTER6（2011年5月31日、デジタルラジオSuono Dolce） - ゲスト出演
- ニコラジ月曜日（2016年5月2日、ニコニコ生放送） - THE DU ゲスト出演[28]

## 作品

### CD
- MILLION DOLLAR ROUGE オリジナルCD（2012年12月8日）
- THE DU 「Crazy Noisy Bizarre Town」（2016年4月27日、Warner Home Video）
- JO☆UNITED 配信限定シングル「Great Days -Units Ver.-」（2016年12月24日、Warner Home Video）[29]
- ZEAT 1st Mini Album 「FIRST ZEAT」（2018年10月4日）
- TAISUKE WADA Solo Project 2019 1st Mini Album 「Ø」（2019年6月7日）
- 『ヒプノシスマイク-Division Rap Battle-』Rule the Stage『Turn up the Stage』（2022年4月27日、キングレコード）
- TAISUKE WADA Solo Project 2022 2nd Album 「Colors」（2022年10月13日）
- TAISUKE WADA 2023 New Collaboration Album 「BOXXX」 （2023年10月8日）

### 写真集
- Ambitious No.6（2009年12月25日、スタジオワープ）
- 和田泰右フォトブック 「Every day is special」（2010年3月25日、スタジオワープ）
- 『ヒプノシスマイク-Division Rap Battle-』Rule the Stage -track.2- ビジュアルブック （2021年2月3日、ネルケプランニング）
- 『ヒプノシスマイク-Division Rap Battle-』Rule the Stage -Battle of Pride- ビジュアルブック （2022年1月5日、ネルケプランニング）